# Tina Karol
Tina Karol (en ucraniano: Тіна Кароль; Orotukan, óblast de Magadán, Rusia, 25 de enero de 1985) es una cantante ucraniana que representó a su país en el Festival de la Canción de Eurovisión 2006.

## Biografía
Su nombre original es Tatyana Grigoryevna Liberman (Тетяна Григорівна Ліберман), nacida de padre judío ucraniano y madre ucraniana en el Distrito Federal del Lejano Oriente ruso.
A la edad de seis años fue a vivir a Ivano-Frankivsk, al occidente de Ucrania. Se graduó en una escuela de música y luego estudió en el Instituto Musical Grier de Kiev.
Participó en varias competencias musicales juveniles, regionales, internacionales y judías, así como también en musicales y espectáculos teatrales. Ocupó el segundo lugar en festival "New Wave" de Letonia. Karol se convirtió en solista del conjunto de las Fuerzas Armadas de Ucrania y luego en un personaje artístico de la televisión.
En 2006 Karol ganó la preselección ucraniana del Festival de la Canción de Eurovisión 2006 con la canción en inglés "I Am Your Queen" (Soy Tu Reina) y representó a Ucrania en el Festival, en el cual obtuvo el séptimo lugar interpretando una nueva versión de la canción: "Show Me Your Love" (Muéstrame Tu Amor).

### Vida personal
El 15 de junio de 2008 se casó con el productor Eugeny Ogir, fruto de este matrimonio nació su hijo Veniamin el 18 de noviembre de 2008. El 28 de abril de 2013, Eugeny murió de cáncer de estómago.

### Influencia
El 16 de enero de 2009 fue nombrada por el presidente Víktor Yúshchenko Artista de Honor de Ucrania.
Según la revista "Focus", Tina es una de las 100 mujeres más influyentes de Ucrania, posicionándose en el número 92 de esta lista hecha por expertos.

### Política
La cantante apoya activamente la candidatura de Yulia Tymoshenko durante la campaña de las elecciones presidenciales ucranianas del año 2010.

## Discografía

### Show Me Your Love(Muéstrame Tu Amor) (2005)
- 01. "Money Doesn't Matter"
- 02. "Russian Boy"
- 03. "Life Is Not Enough"
- 04. "Honey"
- 05. "Love of My Live"
- 06. "Show Me Your Love"
- 07. "Silent Night" (Ukrainian Version)
- 08. "Honey" (Fiesta Edit)
- 09. "Money Doesn't Matter" (Remake)
- 10. "Show Me Your Love" (Remix Radio Edit)
- 11. "Show Me Your Love" (Remix Club Edit)
- 12. "Vyshe Oblakov"
- 13. "Vyshe Oblakov" (Video)

### Nochenka(Noche Dulce) (2006)
- 01. "Nochenka"
- 02. "Vyshe Oblakov"
- 03. "Tobi"
- 04. "Pupsik"
- 05. "Ty Otpusti"
- 06. "Vyshe Oblakov" (Remix)
- 07. "Nochenka" (Karaoke)
- 08. "Vyshe" Oblakov (Karaoke)
- 9. "Pupsik" (Karaoke)
- 10. "Nochenka" (Video)
- 11. "Vyshe Oblakov" (Video)
- 12. "Pupsik" (Video)

### Polyus Prityazheniya(Polo de Atracción) (2007)
- 01. "Polyus Prityazheniya" (Полюс притяжения)
- 02. "Beloe Nebo" (Белое небо)
- 03. "Lyublyu Ego" (Люблю его)
- 04. "Ny K Chemu" (Ни к чему)
- 05. "Klyuchik" (Ключик)
- 06. "U Neba Poprosim" (У неба попросим)
- 07. "Vremya Kak Voda" (Время как вода)
- 08. "Loosing My Way"
- 09. "Come On"
- 10. "Vremya Kak Voda" (Remix)
- 11. "Lyublyu Eho" (Video)
- 12. "Polyus Prityazheniya" (Video)

### 9 жизней(9 vidas) (2011)
- 1. 9 Jizneï (9 жизней)
- 2. Kol'tso (Ya Skaju da) (Кольцо (я скажу да))
- 3. Lyubol' (ЛюБоль)
- 4. Zatchem Ya Znayu (Зачем я знаю)
- 5. Radio Baby
- 6. Nie Boïsya (Не бойся)
- 7. Nie Dochtch (Не дощ)
- 8. Nikogda (Никогда)
- 9. Nijno (Ніжно)
- 10. Shukaï Mene (Шукай мене)
- 11. Perejivem Izmeni (Переживем измены)
- 12. Shinshila (Шиншила)
- 13. Ya Niè Beru Trubku (Я не беру трубку)

### Pomnyu (Recuerda)- 2014
- 1. "Zakrili tvoi ochi" (Закрили твої очі) - "Closed your eyes"
- 2. "Pomnyu" (Помню) - "I Remember"
- 3. "Beskonechnost" (Бесконечность) - "Infinity"
- 4. "Udaljajus" (Удаляюсь) - "I`m deleting"
- 5. "Stanu ja" (Стану я) - " I`ll become"
- 6. "Ljubila" (Любила) - "Loved"
- 7. "Zhizn Prodolzhaetsja" (Жизнь продолжается) - "Life Goes On"

## Sencillos
- "Vyshe Oblakov" (2005)
- "Show Me Your Love (2006)
- "Nochenka" (2006)
- "Pupsik" (2006)
- "Lyublyu Ego" (2007)
- "Polyus Prityazheniya" (2007)
- "Klyuchik" (Ключик) (2008)
- "U Neba Poprosim" (У неба попросим) (2008)
- "Ne Bojsia" (Не бойся) (2009)
- "Radio Baby" (2009)
- Shinshilla (ШИНШИЛЛА) (2010)
- Не Дощ (2010)
- Ja skazhu "Da (Я скажу Да) (2011)
- Nijno (Ніжно) (2012)
- YA Ne Beru Trubku (Я не беру трубку) (2012)
- V'yuga-zima (Вьюга-зима) (2013)
- Pomnyu (ПОМНЮ) (2013)
- Zhizn Prodolzhaetsja (Жизнь продолжается) (2013)
- My Ne Ostanemsya Druzyami (#МНОД - Мы не останемся друзьями) (2014)
- Ya Vsyo Eshe Lyublyu (Я ВСЁ ЕЩЁ ЛЮБЛЮ) (2015)

## Otras canciones
- "Ya Budu Tebya Tselovat" (Con B. Stone)
- "Posvyashchenie V Albom"
- "Misyats'"
- "Letniy Roman" (Con B. Stone)
- "Dusha" (Con О. Gavriluk)
- "Heal the World" (Cantado junto a otras estrellas de Ucrania, dedicado a la memoria de Michael Jackson)